# Екс-он-От
Екс-он-От (фр. Aix-en-Othe) насеље је и општина у североисточној Француској у региону Шампањ-Арден, у департману Об која припада префектури Троа.
По подацима из 2011. године у општини је живело 2450 становника, а густина насељености је износила 70,48 становника/km². Општина се простире на површини од 34,76 km². Налази се на средњој надморској висини од 132 метара.

## Демографија
| 1962. | 1968. | 1975. | 1982. | 1990. | 1999. | 2011. |
| ----- | ----- | ----- | ----- | ----- | ----- | ----- |
| 1.954 | 2.112 | 2.313 | 2.349 | 2.260 | 2.131 | 2.450 |

График промене броја становника у току последњих година